# CNNIC
O Centro de Informações da Rede de Internet da China, ou CNNIC, é a agência administrativa responsável pelos assuntos da Internet do Ministério da Indústria e Tecnologia da Informação da República Popular da China. É baseado no distrito de alta tecnologia de Zhongguancun, em Pequim. Foi fundada em 3 de junho de 1997 como um departamento governamental, na forma de uma organização sem fins lucrativos.